# 米勒里 (科多尔省)
米勒里（法語：Millery）是法国科多尔省的一个市镇，属于蒙巴尔区（Montbard）奥克苏瓦地区塞米县（Semur-en-Auxois）。该市镇总面积20.86平方公里，2009年时的人口为372人。

## 人口
米勒里人口变化图示